# Processo educativo
O Processo educativo engloba a escolarização e todos os seus aspectos teóricos e práticos, como o processo de aprendizagem, os métodos de ensino, o sistema de avaliação da aprendizagem e o sistema educacional como um todo. O processo educativo é determinado por fatores sociais, políticos e pedagógicos, e como tal precisa ser definido de acordo com seu contexto histórico-social, partindo dos esquemas educativos primários, nas relações que o aprendiz trava antes mesmo de iniciar sua escolarização, passando pelo modo como a educação escolar se inicia e, finalmente, como ela se processa.

## Oprocesso educativono Brasil

### Educação fora (ou antes) da escola
A Educação antes da Escola 
A Educação existe mesmo onde não há escolas. Nas sociedades primitivas não existiam escolas nem métodos de educação, no entanto já existia educação, cujo objetivo era: “promover o ajustamento da criança ao seu ambiente físico e social por meio da aquisição de experiências de gerações passadas.” 
Entre os povos primitivos a educação possui uma estrutura muito simples, como veremos a seguir: 
1. A educação através da imitação 
Uma das formas que a criança adquire conhecimento entre os povos primitivos é pela imitação. Nos primeiros anos de vida a imitação é inconsciente, mas é onde ela tem o maior resultado, apresentando a forma de se expressar. 
Ex: Com uma pequena tora na água aprendem a se equilibrar e a remar. Mais tarde saberão manejar uma canoa. 
Numa segunda etapa a imitação torna-se consciente, quando se começa a exigir trabalhos das crianças. Ela vai aprendendo aos poucos a caçar e a pescar. 
2. A educação e as cerimônias de imitação 
Entre todos os povos primitivos encontramos as cerimônias de imitação, que tem especial valor educativo. Em algumas tribos elas são breves e em outras duram anos. Geralmente iniciam na adolescência até o ingresso do jovem na comunidade adulta da tribo. 
As cerimônias têm: 
Valor moral: aprendem a suportar a dor, a fome e as circunstancias difíceis. 
Valor social e político: através do respeito dirigentes, o menino aprende a obediência aos mais velhos e aprende a servir aos idosos e a suprir as necessidades da família. 
Valor religioso: reverenciam o totem que é um animal ou planta considerado antepassado mítico da tribo, de quem esperam proteção. 
Valor prático: os jovens iniciados nessas cerimônias aprendem os métodos de capturar animais, as artes de acender fogo, preparar alimentos, etc.

### Educação escolar
- Níveis de ensino
- Sistema de avaliação
- Problemas da educação brasileira

### Principais teorias educacionais vigentes
- Sócio-interacionismo:
- Epistemologia Genética:
- Behaviorismo:
- Construtivismo:

### Leis e diretrizes do ensino
- Lei de Diretrizes e Bases da Educação:
- Declaração de Bolonha:
- Declaração de Salamanca:

### Educaçãopara alémda escola
Uma parte importante do processo educativo acontece fora do âmbito escolar, institucionalizado. O convívio social que se dá através de brincadeiras de rua, visitas a museus e centros educativos e o contato com a literatura infantil são canais importantes de aprendizado que enriquecem o universo interior das crianças. Estas atividades também fazem com que a própria experiência escolar seja mais completa - já que as crianças podem ser estimuladas a relacionar o que vêem na escola com o que aprendem fora dela.